# Pteromalus megareus
Pteromalus megareus är en stekelart som beskrevs av Walker 1842. Pteromalus megareus ingår i släktet Pteromalus och familjen puppglanssteklar. Inga underarter finns listade i Catalogue of Life.